# Ampelophaga formosana
Ampelophaga formosana är en fjärilsart som beskrevs av Matsumura 1927. Ampelophaga formosana ingår i släktet Ampelophaga och familjen svärmare. Inga underarter finns listade i Catalogue of Life.